# Bembrops quadrisella
Bembrops quadrisella és una espècie de peix de la família dels percòfids i de l'ordre dels perciformes.

## Etimologia
Bembrops prové dels mots grecs bembras, -ados (una mena d'anxova) i ops (aparença), mentre que quadrisella deriva dels mots llatins quadrus (quatre vegades o quatre) i sella (seient o cadira) en referència a les quatre taques ben desenvolupades en forma de cadira que té a la part dorsal del cos.

## Descripció
Fa 23,1 cm de llargària màxima.

## Hàbitat i distribució geogràfica
És un peix marí i batidemersal (entre 347 i 914 m de fondària, normalment entre 400 i 600), el qual viu a l'Atlàntic occidental central: Costa Rica, Dominica, Hondures, Nicaragua, Puerto Rico, Saint Christopher i Nevis, Surinam, les illes Verges Nord-americanes i Veneçuela.

## Observacions
És inofensiu per als humans.